# Бутано-эсватинские отношения
Бутано-эсватинские отношения — двусторонние дипломатические отношения между Королевством Бутан и Королевством Эсватини.

## Сравнительная характеристика
|                    | Эсватини                                                    | Бутан                        |
| ------------------ | ----------------------------------------------------------- | ---------------------------- |
| Население          | 1 230 506 человек                                           | 787 424 человек              |
| Площадь            | 17 364 квадратный километр                                  | 38 394,0 квадратный километр |
| Часовой пояс       | Южноафриканское стандартное время, UTC+2:00, Africa/Mbabane | UTC+6:00, Бутанское время    |
| Столица            | Лобамба, Мбабане                                            | Тхимпху                      |
| Форма правления    | абсолютная монархия                                         | конституционная монархия     |
| Официальный язык   | английский язык, свати                                      | дзонг-кэ                     |
| Основная религия   | католицизм                                                  | буддизм                      |
| Дата независимости | 6 сентября 1968 года                                        | 8 августа 1949 года          |

## История
Бутан и Эсватини долгое время были протекторатами Британской империи. Бутан начал существенное взаимодействие со Свазилендом, когда бывший посол Бутана в Кувейте Дашо Церинг Вангди посетил Свазиленд с официальным визитом в 2002 году. 21 августа 2012 года было подписано совместное коммюнике об установлении дипломатических отношений между двумя королевствами в Постоянном представительстве Бутана в Нью-Йорке между послами и постоянными представителями двух стран при ООН в Нью-Йорке. Оба посла разделили мнение о том, что, хотя они и находятся далеко друг от друга географически, как два небольших королевства со схожими устремлениями и проблемами, они выразили готовность двух правительств к тесному сотрудничеству в двусторонних и многосторонних областях. Они выразили желание еще больше углубить нынешний уровень сотрудничества между двумя странами в Организации Объединенных Наций и в других многосторонних форумах. Посол Свазиленда подтвердил поддержку кандидатуры Бутана в Совет Безопасности ООН на 2013-2014 годы. Последнее взаимодействие на высоком уровне состоялось, когда Церинг Тобгай обратился к королю Свазиленда во время саммита в Рио-де-Жанейро в июне. Таким образом, Эсватини стало 41 страной, установившей дипломатические отношения с Бутаном. На ярмарке «Surajkund International Craft Mela» в 2020 году, в которой принял участие также и Бутан, ремесленные изделия Эсватини вызвали значительный интерес среди участников ярмарки.
Предполагается, что Бутан может послужить примером для Эсватини в вопросе модернизации и реформации монархии.
Обе страны входят во многие международные организации, среди них: Продовольственная и сельскохозяйственная организация ООН, Группа 77, Международный банк реконструкции и развития, Международная организация гражданской авиации, Международная ассоциация развития, Международный фонд сельскохозяйственного развития, Международная финансовая корпорация, Многостороннее агентство по инвестиционным гарантиям, Движение неприсоединения, Организация по запрещению химического оружия, Организация Объединённых Наций, ЮНКТАД, ЮНЕСКО, ЮНИДО, Всемирная туристская организация, Всемирный почтовый союз, Всемирная таможенная организация, Всемирная организация здравоохранения, Всемирная организация интеллектуальной собственности, Всемирная метеорологическая организация.

## Торговля
Страны не экспортировали какие-либо услуги в друг друга.
| Год  | Экспорт Эсватини в Бутан                                                    | Экспорт Бутана в Эсватини                 |
| ---- | --------------------------------------------------------------------------- | ----------------------------------------- |
| 2019 | Данные отсутствуют                                                          | Постельное белье (16$)                    |
| 2018 | Данные отсутствуют                                                          | Грузовики (2.8$ тыс.)                     |
| 2015 | Брошюры (6.41 $ тыс.)                                                       | Ножницы (173$)                            |
| 2014 | Брошюры (21.4 $ тыс.)                                                       | Синтентическая нить, тканое полотно (18$) |
| 2013 | Пиво, брошюры, деревянные ящики (47.4$ тыс.)                                | Данные отсутствуют                        |
| 2012 | Застёжка-молния, кнопки, другие пластмассовые изделия (1.6$ тыс.)           | Данные отсутствуют                        |
| 2011 | Крупяная мука, кнопки, застёжка-молния (143$ тыс.)                          | Данные отсутствуют                        |
| 2010 | пшеничная мука, трансмиссия, другие запчасти для машин ($143 тыс.)          | Данные отсутствуют                        |
| 2009 | Данные отсутствуют                                                          | Данные отсутствуют                        |
| 2008 | Застёжка-молния, целлюза, механическая древесная масса, кнопки (21.3$ тыс.) | Данные отсутствуют                        |
| 2005 | Гребные винты, землеройная техника (26.3$ тыс.)                             | Данные отсутствуют                        |

## Визовая политика
- Бутанским подданным для посещения Эсватини необходима виза[11].
- Подданным Эсватини для посещения Бутана необходимо получить электронную визу до въезда в Бутан. Допуск в страну будет определяться сотрудниками иммиграционной службы в пункте въезда[12].